# Cmentarz księdza Maestro
Cmentarz księdza Maestro – cmentarz znajduje się w stolicy Peru - Limie. 

## Historia
Został otwarty w 1808 roku przez wicekróla José Fernando de Abascala. Nazwę swą zawdzięcza projektantowi, hiszpańskiemu duchownemu Matiasowi Maestro. 

## Ciekawe obiekty
Najciekawszym obiektem nekropolii jest El Panteon de los Próceres, gdzie spoczywają bohaterowie wojny o Pacyfik m.in. Miguel Grau i Alfonso Ugarte y Vernal. 

## Pochowani na Cmentarzu Księdza Maestro w Limie
Cmentarz mieści groby polityków jak Ramón Castilla, artystów jak José Sabogal, pisarzy jak Ricardo Palma i María Wiesse, oraz ludzi nauki jak Daniel Alcides Carrión. Spoczywają tam również Edward Jan Habich i Ernest Malinowski.

## Coroczne przedstawienie
Na cmentarzu Presbítero Maestro w Limie odbywa się co roku, w okresie Święta Zmarłych (koniec października i początek listopada), przedstawienie "Don Juan Tenorio", klasyki teatru hiszpańskiego.